# Звезда
Звезда (ијек. звијезда) je небеско тело које зрачи сопственом светлошћу. Сфероидног је облика, а у стању плазме (високо јонизованог гаса на великој температури) састоји се највише од водоника и хелијума, и тек малог дела од других елемената. Звезда ствара енергију у свом језгру термонуклеарним реакцијама. Та енергија се преноси у околни простор путем конвекције и електромагнетног зрачења и честица.
Већина атома хемијских елемената тежих од хелијума који тренутно постоје у васиони, као и сви елементи тежи од литијума су настали у средиштима звезда преко процеса нуклеосинтезе.
Најближа звезда Земљи је Сунце, извор светлости, топлоте и живота за нашу планету. Остале звезде (са изузетком појединих супернова) су видљиве само током ноћи, као сјајне тачке на небу које трепере услед ефекта Земљине атмосфере. У свакодневном говору под појмом звезде се понекад сматрају и видљиве планете, па чак и комете и метеори. Најближа звезда Земљи, осим Сунца, је Проксима Кентаури која је удаљена око 40 Pm (петаметара), односно 4,3 СГ (свјетлосне године), или 1,3 pc (парсека). То значи да светлости треба 4,3 године да стигне до Земље са ове звезде. Ипак, поред ове удаљености и неколико пута већих удаљености, постоји још неколико звезда које сматрамо најближим (види списак најближих звезда).
У нашој галаксији процењује се да има око 200 милијарди звезда. Однос сјаја и величине звезде приказује се Херцшпрунг-Раселовим дијаграмом. Сматра се да има најмање 70 секстилиона звезда у познатом делу нашег Свемира (70 000 000 000 000 000 000 000 или 7 × 1022).
Велики број звезда је старости око милијарду или 10 милијарди година. Неке звезде чак могу достићи и 13,7 милијарди година, што представља приближну старост Свемира. Према величини разликујемо сићушне неутронске звезде (које су у ствари мртве звезде не веће од неког градића), супергиганте (веледивове) какви су Северњача и Бетелгез пречника који је око 1 000 већи од Сунчевог, али и пред тога су много мање густине него Сунце. Једна од најмасивнијих звезда је Ета Прамца чија је маса 100-150 пута већа од Сунчеве.
Стеларна астрономија проучава звезде и појаве које показују различити облици/развојна стања звезда. Процењује се да је већина звезда силама гравитације повезане са другим звездама формирајући тако двојне звезде (бинарне звезде). Такође постоје и веће звездане групе познате као звездана јата или кластери. Звезде нису једнолико распршене у Свемиру већ се групишу у још веће звездане групе познате као галаксије. Обичну галаксију сачињавају билиони звезда.

## Мерне јединице
Мада стеларни параметри могу да буду изражени у СИ јединицама или ЦГС јединицама, обично је најподесније да се маса, луминозност, и радијуси изразе у соларним јединицама, базираним на карактеристикама Сунца:
| Сунчева маса:        | M☉ = 1.9891 × 1030 [12] |
| Сунчева луминозност: | = 3.827 × 1026 [12]     |
| Сунчев радијус       | = 6.960 × 108 [13]      |
Велике дужине, као што је радијус гигантске звезде или полу-оса бинарног система звезда, се често изражавају у астрономским јединицама (АУ) — приближно средњем растојању између Земље и Сунца (150 милиона км или 93 милиона миља).

## Формација и еволуција
Према мишљењу астронома, звезде настају у молекуларним облацима, тј. великим подручјима незнатно велике густине материје и које настају због гравитационе нестабилности унутар ових облака. Гравитациона нестабилност покреће ударне таласе из супернове, а густина материје је још мања од земаљске вакуумске коморе.
Звезде из главног низа проводе око 90% свога „живота“ трошећи водоник у процесу фузије да би произвеле хелијум у реакцијама под високим притиском у близини језгра.
Пошто већина звезда потроши своје залихе водоника, улази у нестабилну фазу сагоревања хелијума, и тад се њихови спољни слојеви шире и хладе, па тако формирају црвене џинове. За приближно 6 милијарди година, када Сунце постане црвени џин, спржиће планете Меркур и Венеру. У међувремену се језгро довољно компресује како би могла започети нуклеарна фузија даљих елемената, а звезда се прегрејава и сабија. Теже звезде производе у процесу фузије и тешке елементе, закључно до гвожђа.
Звезда просечне величине ће затим распршити своје спољне слојеве правећи тако планетарну маглину. Језгро које преостаје ће постати мала лоптица дегенерисане материје недовољно масивна за даљи процес фузије и коју одржава дегенеративни притисак. Овакав објекат се зове бели патуљак. Он сагорева своје гориво врло споро, од сто до билион година. Потом, како време одмиче, ће се довољно охладити и на крају ће се претворити у црног патуљка.
Код већих звезда фузија се одвија док се не заврши сажимање узрокујући експлозију те звезде и настанак супернове. Ово је једини космички процес који се дешава током људског века. Током историје су опсервиране као „нове звезде“ којих није било пре. Већина звездане материје се распрши током експлозије формирајући маглице (попут Рак маглине), а њени остаци колабирају у неутронску звезду (пулсар или рендгенски распршивач, или у случају већих звезда у црну рупу.
У састав распршених спољних слојева улазе и тешки елементи од којих се често граде нове звезде или планете. Испуштена материја из супернове и звездани ветар великих звезда играју кључну улогу у обликовању међузвездане средине.
Звездана еволуција углавном објашњава настанак и нестанак звезда.

## Стабилност звезде
Стабилност звезде зависи од две међусобно супротстављене силе:
- термонуклеарне реакције ослобађају огромну енергију у виду огромног броја фотона који доводе до огромног притиска у звезди усмереног ка споља, тежећи да распрши материјал звезде у околни простор
- сила гравитације, која се томе супротставља, настоји да задржи масу звезде на окупу и да је што више сажме.

Ако превлада сила гравитације, материјал звезде се сажима, па настају звезде у којима је материја сабијена до врло високих густина (бели патуљци) или ако је маса већа од Чандрасекарове границе, настаје неутронска звезда. Уколико је маса звезде још већа долази до бесконачног сажимања у физички сингуларитет из којег више не може побећи чак ни светлост, те настаје црна рупа.

## Класификација звезда
Разни типови звезда имају и различите спектре. Они су један од главних извора података о звездама. Спектар звезде се снима помоћу спектрографа и он показује различите тамне и светле линије које карактеришу поједине хемијске елементе. Вруће и младе звезде којима је главни извор енергије фузија водоника у хелијум, имаће изражене карактеристичне линије та два елемента. Звезде средњих типова имају много линија тежих елемената, а црвене звезде имају пуно линија које одговарају молекулима као што је титанијум-оксид. Према звезданим мерилима управо су оне, црвене звезде, старе звезде.
Редослед “О B A F G K M” представља температурни низ од врућих, плавих O звезда, према хладнијим, црвеним M звездама. Прва 3 типа се називају раним спектралним типом, а последња три касним, будући да се пре мислило да је то еволутивни низ. Данас је познато да се то односи на разлике у маси, али редослед је задржан.
Главни типови су се проширили додавањем подтипова означених бројевима од 0-9 (нпр. B0-B9). У почетку физички смисао овакве поделе није био познат, тек са применом квантне механике и статистичке физике могуће је било пронаћи узроке различитих спектара.

## Имена
Многе звезде се идентификују само према каталошким бројевима, а само их неколико има властито име. Имена су традиционална и углавном су пореклом из арапског, латинског и грчког језика, па као Флемстидове десигнације или као Бајерове десигнације. Једина установа којој је данас дато право од стране научних кругова да именује звезде и друга небеска тела је Међународна астрономска унија. Један број приватних компанија (попут Међународног звезданог регистра) тврде да дају имена звездама, али ипак ова имена не прихватају научни кругови, нити их користе.

## Структура
Унутрашњост стабилне звезде је у стању хидростатичке равнотеже: силе у било којој малој запремини су скоро прецизно уравнотежене. Балансиране силе су: гравитациона сила која је усмерена ка унутрашњости и сила која делује у супротном смеру услед градијента притиска унутар звезде. Градијент притиска се успоставља путем температурног градијента плазме; спољашњи део звезде је хладнији од језгра. Температура језгра звезде главног низа или гигантске звезде је бар реда 107 K. Резултирајућа температура и притисак у језгру где водоник сагорева је довољна да дође до нуклеарне фузије и довољно енергије се производи да би се спречио даљи колапс звезде.
При спајању атомских нуклеуса у језгру звезде, они емитују енергију у облику гама зрака. Ти фотони формирају интеракције са окружујућом плазмом, додајући термалну енергију у језгро. Звезде главног низа конвертују водоник у хелијум, креирајући споро али постојано хелијум у језгру. Коначно садржај хелијума постаје предоминантан и долази до престанка ослобађања енергије у језгру. Након тога, код звезда са више од 0.4 M☉, фузија се одвија у споро експандирајућој љусци око хелијумског језгра.

## Начини реакција нуклеарне фузије
Нуклеарна фузија је битна јер је она узрок гашења звезда. Фузија је процес при којем се нуклеуси два лакша атома спајају у један тежи нуклеус. Иако је нуклеус који настане на овај начин тежи од било којег атома од којих је настао, није тежи од збира њихових тежина. Ова изгубљена маса је трансформисана у други вид енергије (светлост и топлоту). Фузији не подлежу сви хемијски елементи. Много ређе долази до фузије тешких елемената. Након што се фузијом дође до креирања гвожђа (Fe) при реакцији не долази до ослобађања енергије. Због овог се звезде хладе. Фузијом долази до спајања свих атома при чему настају разне врсте атома са разним масама све док не дође до креирања атома гвожђа. Након тога звезде не могу више да производе топлоту, почињу да се хладе и након јако дугог временског периода се и угасе.
Процес водоничне фузије је сензитиван на температуру, тако да умерено повећање температуре језгра доводи до знатног повећања брзине фузије. Консеквентно температура језгра звезда је у опсегу од 4 милиона Келвина за мале звезде М-класе до 40 милиона Келвина за масивне звезде О-класе.
Разне реакције нуклеарне фузије се одвијају у унутрашњости звезданих језгара, зависно од њихове масе и хемијског састава (в. стеларна нуклеосинтеза).
| Елемент | Сунчеве масе |
| ------- | ------------ |
| Водоник | 0.01         |
| Хелијум | 0.4          |
| Угљеник | 5            |
| Неон    | 8            |

Звезде почињу свој живот као облаци који су састављени 70-90% од водоника, већину остатка чини хелијум, а тежих хемијских елемената има веома мало.
У Сунцу са температуром језгра од око 107 K, и водоник се троши у процесу фузије да би настао хелијум у тзв. протон-протон реакцији:
Ове реакције коначно постају:
У масивнијим звездама хелијум се производи током циклуса реакција катализираним угљеником, тј. тзв. угљик-азот-кисеоник циклуса.
У звездама са температурама језгра од 108 K и масама између 0,5 MСунца и 10 Сунца хелијум се трансформише у угљеник у троструком афа-процесу:
Општи облик ове реакције је:
У масивним звездама, тежи елементи такође могу да сагоревају у контрактујућем језгру путем процеса неонског сагоревања и процеса кисеоничног сагоревања. У финалном стадијуму процеса звездане нуклеосинтезе долази до процеса сагоревања силицијума који доводи до продукције стабилног изотопа гвожђа-56. Фузија се не може даље одвијати, изузев путем ендотермног процеса, тако да се након тога енергија може ослободити само путем гравитационог колапса.
Доња табела илуструје количине времена које се неопходне за звезду са 20 M☉ да конзумира сво своје нуклеарно гориво. Као звезда О-класе, она има 8 пута већи радијус и 62.000 пута већу луминозност.
| Горивни материјал | Температура (милиона Келвина) | Густина () | Трајање сагоревања (τ у годинама) |
| ----------------- | ----------------------------- | ---------- | --------------------------------- |
| H                 | 37                            | 0.0045     | 8,1 милиона                       |
| He                | 188                           | 0.97       | 1,2 милиона                       |
| C                 | 870                           | 170        | 976                               |
| Ne                | 1,570                         | 3,100      | 0.6                               |
| O                 | 1,980                         | 5,550      | 1.25                              |
| S/Si              | 3,340                         | 33,400     | 0.0315                            |

## Дистрибуција
Звезде нису равномерно раширене по свемиру, него су нормално груписане у галаксије заједно са интерстеларним гасом и прашином. Типична галаксија садржи стотине милијарди звезда, и има више од 100 милијарди (1011) галаксија у видљивом свемиру. Године 2010, једна процена броја звезда у видљивом свемиру је била 300 секстилиона (3 × 1023). Мада се обично верује да звезде постоје само унутар галаксија, откривене су и интергалактичке звезде.
Вишезвездани систем се састоји од две или више гравитационо везане звезде које ротирају једна око друге. Најједноставнији и најчешћи вишезвездани систем је бинарна звезда, мада су исто тако нађени системи са три или више звезда. Ради орбиталне стабилности, такви вишезвездани системи су често организовани у хијерархијске сетове бинарних звезда. Велике групе зване звездани кластери такође постоје. Они су у опсегу од лабавих стеларних асоцијација са само неколико звезда, све до енормних глобуларних кластера са стотинама хиљада звезда. Такви системи ротирају око своје галаксије.
Дуго времена постоји претпоставка да се већина звезда јавља у гравитационом везаним, вишезвезданим системима. То посебно важи за веома масивне O и B класе звезда, где се сматра да 80% звезда припада мултизвезданим системима. Пропорција једнозвезданих система се повећава са смањењем звездане масе, тако да је за само 25% црвених патуљака познато да имају стеларне пратиоце. Како су 85% свих звезда црвени патуљци, већина звезда у Млечном путу је вероватно била самостална од настанка.
Најближа звезда Земљи, осим Сунца, је Проксима Кентаури, која је удаљена 39.9 трилиона километара, или 4.2 светлосне године. Путујући орбиталном брзином Спејс-шатла (8 km у секунди — скоро 30.000 km на сат), било би потребно скоро 150.000 година да се досегне. То је типична стеларна сепарација у галактичким дисковима. Звезде могу да буду знатно ближе једна другој у центрима галаксија и у глобуларним кластерима, или далеко удаљеније у галактичким спиралама.
Услед релативно огромних растојања између звезда изван галактичког језгра, сматра се да су колизије између звезда ретке. У гушћим регионима као што је језгро глобуларног кластера или галактички центар, колизије су чешће. Такве колизије могу да произведу такозване звезде плавог заостајања. Те абнормалне звезде имају вишу температуру површине него друге главне секвенце звезда са истим сјајем у кластеру коме припадају.

## Звезда у митологији, филозофији и поезији
Веровало се да се Сунце ујутро рађа, а навече умире и да се сваки дан рађа ново Сунце. Тако је исток постао место истине и наде у живот, а запад таме, смрти и зла. Стога, између осталог, православни храмови и гробови су окренути ка истоку. Бетлехемска звезда водиља води три мудраца до пећине где се родио Спаситељ. Звезде су представљале просторно-временску оријентацију за људе у свим временима. Људи који верују у судбину сматрају да је све записано у звездама, а од звезда су створена и митолошка бића. Звезда је чест мотив на заставама муслиманских земаља због предисламске паганске традиције поштовања звезда као божанстава.